# Ciprian Tănasă
Ciprian Ion Tănasă (n. 2 februarie 1981, România) este un fotbalist român, care joacă pe postul de atacant în formația Vedița Colonești.

## Cariera
Debut în Divizia A: 06.05.2000: FC Argeș Pitești - Oțelul Galați 3-0

1999-2000 FC Argeș Pitești
2000-2001 FC Argeș Pitești
2000-2001 FCM Rm.Vâlcea
2001-2002 FC Argeș Pitești
2002-2003 FC Argeș Pitești
2003-2004 FC Argeș Pitești
2004-2005 FC Argeș Pitești
2005-2006 FC Argeș Pitești
2006-2007 FC Argeș Pitești
2007-2008 Universitatea Craiova
2008-2009 Politehnica Iași
2008-2009 Universitatea Craiova